# Paradise Café
Paradise Café es una serie de televisión para adolescentes que se estrenó el 6 de enero de 2009, sobre CBBC y TV2. Fue filmada en Nueva Zelanda y en las Islas Cook. Fue una coproducción entre Zelandia Gibson Nuevo grupo y empresa británica inicial, una división de Endemol. Con Holly Bodimeade, Pax Baldwin y Mick Rose. Una segunda temporada ha sido confirmada para 2010 y el 2011. 

## Argumento
En los tiempos antiguos, en Isla Paradise, un antiguo héroe llamado el "El ser marino" encarceló a un fantasma maligno del mar llamado Ragnar en una prisión de coral bajo el agua junto con muchos fantasmas otro mar. Ragnar juró venganza contra el Ser marino.
Siglos más tarde, Megan y Robbo se mudan a Paradise Island, junto con su padre para abrir un café allí. Rápidamente, Robbo, se hace amigo de Tai, una chico muy torpe, pero al mismo tiempo, Megan finalmente se lleva bien con una mimada chica rica llamada Abi. Una extraña chica llamada Chloe está ansiosa por conocer a todos en la isla y más tarde se descubrió por la audiencia que ella es una espía fantasma del mar que trabajan para Ragnar. Los cinco chicos tienen que descubrir, si Robbo, Tai o Megan es la reencarnación del Ser marino y que Ragnar, está buscando, ya que necesta al ser marino, para escapar de la prisión de coral. Finalmente, Megan se entera de que Chloe es un fantasma del mar y esto enfurece a Chloe lo que provoca que ella intente matar a Megan. Sin embargo, Megan se compromete a no contar a los demás (Megan todavía no sabe que ella es una espía) y se convierten en mejores amigas, poniendo a Abi celosa. Cuando Robbo es secuestrado por Ragnar, Chloe se ve obligada a decir a todos que ella ha sido espía de Ragnar todo el tiempo. Los chicos pierden toda la confianza en ella y pronto descubre que Tai es la reencarnación del Ser marino. Al final, los chicos, junto con la ayuda de chloe, logran derrotar a Ragnar. Tal vez....

## Personajes

### Megan
Interpretada por Holly Bodimeade
Hermana menor de Robbo, Megan es una chica amable y considerada. A ella le encanta poner en orden las cosas y siempre mantiene el café ordenado. Ella es tan meticulosa, que incluso preocupa si la sal y la pimienta titulares son desiguales. Ella pierde el tiempo alrededor del café en pantalones cortos y una camiseta, y al contrario que su amiga Abi, ya que Abi, si está a la moda. Megan es pequeña para su edad, pero se ocupa de las cosas muy bien. Ella es una buena amiga, y es extremadamente leal. Robbo cree que trabaja demasiado y hace una apuesta con ella que no puede mantenerse al margen de la cafetería por un día, mientras trataba de escabullirse de vuelta en vuelta, ella descubre que Abi ha sido capturada en un espejo y una fantasma mar ha ocupado su lugar, ella y los demás luchan contra el fantasma del mar y liberan a Abi, pero Megan tiene que admitir a Robbo que perdió la apuesta.

### Robbo
Interpretado por Pax Baldwin
Robbo es el hermano mayor de Megan y encargado del restaurante, que siempre trata de exprimir su camino fuera de problemas, pero finalmente termina haciendo más diro el trabajo de su hermana Megan. Él es el mejor amigo de Tai, y siempre es amable con los clientes de la cafetería. Siempre está tratando de atraer a los clientes cualquier forma. En un momento dado y Tai se enamoró de una clienta que en realidad era una fantasma del mar, y ella pensó que Robbo era la reencarnación de su examante que la dejó morir en el mar, Robbo y Tai estaban encerrados en el café y tuvo que defenderse con la fantasma del mar y su clan muerto hace tiempo, con el tiempo vieron que no era la persona que los había tratado injustamente a causa de la bondad que mostró, después de salir de ahí, se convirtió en amigo de Tai otra vez. Se dice que la perla negra sólo el la encuentra el Ser marino, cuando algunos piratas fantasmas se presentaron diciendo que no se irían del café hasta encontrar la perla negra, entonces Robbo y Tai fueron en busca de ella. Los tiburones llevaron al dúo a la perla, se lo entregaron a los piratas y Robbo se llevó todo el crédito. Esto causó a los piratas a creer Robbo era el Ser marino, entonces Robbo se convirtió en un egoísta cabezón, luego, el capitán pirata más tarde reveló que Robbo no era el Ser marino a causa de que él era muy codicioso y reveló que Tai era el verdadero Ser marino. Robbo fue capturado por Ragnar, para obtener a Tai, Robbo escapó y Ragnar fue destruido.

### Tai
Interpretado por Finau Halaifonua
Tai vive en la isla con su abuela, que cree todo tipo de historias de fantasmas y supersticiones del mar. Él puede ser fácilmente manipulado y, a veces, dicen que no tiene columna vertebral, y es conocido como el chico más torpe de este lado del océano. Él es el mejor amigo de Robbo, y ayuda a los chicos y al café, haciendo los mandados. Es serio y amable. Siempre lucha para hacer lo correcto. Él está constantemente tratando de ayudar a sus amigos. Ragnar le da una moneda que puede darle lo que quiera con solo lanzarla al aire, esto lo hace ser egoísta. Chloe lo salva de su propia codicia, diciéndole que se está hechizada y ella revela a los chicos que ella es una fantasma del mar que trabaja para Ragnar. Se reveló poco después de que él era el Ser marino. Al ser Robbo secuestrado por Ragnar hace Tai coperey también todos los chicos (incluyendo a Chloe). Al final, Ragnar es derrotado y Robbo es liberado.

### Abi
Interpretada por Lara Custance
Abi tiene un instinto para la moda, siempre en algún tipo de compras, el dinero llega fácil a esta chica. Ella vive en el hotel de su madre en la isla. Abi puede ser egoísta y cruel, pero tiene un buen corazón. Abi también tiene algunas cosas por sentado, a veces no se lleva bien con el resto del grupo, pero siempre encuentra la manera de eludir la misma. Al principio, Abi no aceptaba a las personas por lo que eran. Tras darse cuenta de su error, se dio la vuelta la hoja y comenzó de nuevo. Ella y Megan se convirtieron en muy buenas amigas a pesar de que ella primero pensó que Megan no fue divertido y más teenagerish-para empezar, que finalmente Megan exceptuados de quién era. Abi y Megan se hipnotizado una vez en el escenario por un hipnotizador fantasma mar, Megan hizo pensar que necesitaba el talismán desperatley hipnotizadores y Abi fue hecho para actuar con normalidad hasta que alguien dijo batido Entonces rompió a cantar y bailar, los dos olvidó todo cuando despertó. Luego el vuelto a caer en un trance y se fue a la guarida del hipnotizador, el hipnotizador estaba trabajando para Ragnar! Tai y Robbo los salvó, Megan y Abi olvidó todo lo que había sucedido, Megan Abi preguntó después si quería un batido, Abi se congeló por un segundo como si estuviera hipnotizado, pero, normalmente acaba de decir: "Está bien". Abi se puso celosa de Chole cuando Megan se convierte en muy cerca de Chloe, pero eso es porque Megan descubrió que Chloe es un fantasma del mar y está dispuesto a mantenerlo en secreto. Cuando se reaveled que Chloe es un fantasma mar Abi es el primero en creer que su traidor.
- Datos: Q3283655